# Pischtschane (Solotonoscha)
Pischtschane (ukrainisch Піщане; russisch Песчаное Pestschanoje) ist ein Dorf im Nordosten der ukrainischen Oblast Tscherkassy mit etwa 3800 Einwohnern (2001).

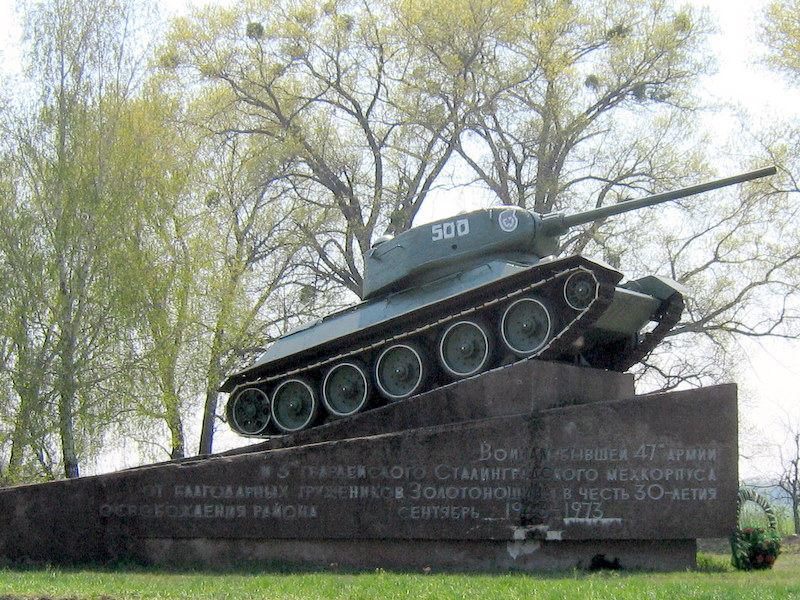
Denkmal im Ort

Das bereits in der Zeit der Kiewer Rus erwähnte Dorf liegt am Ufer des Supij, einem 144 Kilometer langen, linken Nebenfluss des Dnepr.
Pischtschane liegt 17 km nordwestlich vom Rajonzentrum Solotonoscha und 55 km nordwestlich vom Oblastzentrum Tscherkassy.
Durch das Dorf verläuft die Fernstraße N 08.

## Verwaltungsgliederung
Am 12. Juni 2020 wurde das Dorf zum Zentrum der neugegründeten Landgemeinde Pischtschane (Піщанська сільська громада/Pischtschanska silska hromada), zu dieser zählen auch die 6 in der untenstehenden Tabelle aufgelisteten Dörfer sowie die Ansiedlung Hladkiwschtschyna, bis dahin bildete es zusammen mit dem Dorf Kowrajski Chutory die gleichnamige Landratsgemeinde Pischtschane (Піщанська сільська рада/Pischtschanska silska rada) im Westen des Rajons Solotonoscha.
Folgende Orte sind neben dem Hauptort Pischtschane Teil der Gemeinde:
| Name                     | Name                | Name                                       |
| ukrainisch transkribiert | ukrainisch          | russisch                                   |
| ------------------------ | ------------------- | ------------------------------------------ |
| Bubniwska Slobidka       | Бубнівська Слобідка | Бубновская Слободка (Bubnowskaja Slobodka) |
| Hladkiwschtschyna        | Гладківщина         | Гладковщина (Gladkowschtschina)            |
| Hladkiwschtschyna        | Гладківщина         | Гладковщина (Gladkowschtschina)            |
| Kowrajski Chutory        | Коврайські Хутори   | Коврайские Хутора (Kowraiskije Chutora)    |
| Nowa Hreblja             | Нова Гребля         | Новая Гребля (Nowaja Greblja)              |
| Schabelnyky              | Шабельники          | Шабельники (Schabelniki)                   |
| Sofijiwka                | Софіївка            | Софиевка (Sofijewka)                       |